# NGC 2825
NGC 2825 este o galaxie spirală situată în constelația Linxul. A fost descoperită în 3 aprilie 1831 de către John Herschel.